# Tylototriton thaiorum
Tylototriton thaiorum — вид хвостатих земноводних родини саламандрових (Salamandridae). Описаний у 2021 році.

## Поширення
Ендемік В'єтнаму. Виявлений у Пу Хоат у провінції Нгеан на півночі центральної частини країни.